# ウーテ・ティム
ウーテ・ティム（Ute Thimm, 旧姓:Finger、1958年7月10日 - ）は、旧西ドイツの陸上競技選手。1980年代に活躍した女子短距離選手。1984年ロサンゼルスオリンピックの銀メダリストである。ノルトライン＝ヴェストファーレン州ボーフム出身。

## 経歴
ティムは、1982年のヨーロッパ選手権と1983年のヘルシンキで開催された第1回の世界選手権に出場しているもののメダルを獲得することはできなかった。
1984年のロサンゼルスオリンピックでは、400m、4×100mRと4×400mRの3種目に出場。強豪が揃う東欧諸国がボイコットのため不参加の中、400mは決勝に残り6位入賞。4×100mRも5位となる。そして、4×400mRでは西ドイツの第2走者として、3分22秒98でアメリカ、カナダに次ぐ銅メダルを獲得した。また、2年後の、1986年のヨーロッパ選手権の4×400mRでも、東ドイツに次ぐ2位となり銀メダルを獲得している。
ティムは、1987年のローマで開催された世界選手権でも、400mとリレー2種目に出場をしているが、400mは準決勝敗退。リレーは両種目とも決勝で5位となっている。2回目のオリンピックとなった翌1988年ソウルオリンピックでは、昨年の世界選手権と同じく400mは準決勝で敗退したが、リレーは2種目とも4位に終わり、惜しくもメダルに手が届かなかった。

## 主な実績
| 年   | 大会                         | 場所                           | 種目    | 結果      | 記録      |
| ---- | ---------------------------- | ------------------------------ | ------- | --------- | --------- |
| 1983 | 世界陸上競技選手権大会       | ヘルシンキ(フィンランド)       | 200m    | 6位（qf） | 23秒68    |
| 1983 | 世界陸上競技選手権大会       | ヘルシンキ(フィンランド)       | 4×100mR | 5位（q）  | 44秒21    |
| 1983 | 世界陸上競技選手権大会       | ヘルシンキ(フィンランド)       | 4×400mR | 6位       | 3分29秒43 |
| 1984 | オリンピック                 | ロサンゼルス（アメリカ合衆国） | 400m    | 6位       | 50秒37    |
| 1984 | オリンピック                 | ロサンゼルス（アメリカ合衆国） | 4×100mR | 5位       | 43秒57    |
| 1984 | オリンピック                 | ロサンゼルス（アメリカ合衆国） | 4×400mR | 3位       | 3分22秒98 |
| 1986 | ヨーロッパ陸上競技選手権大会 | シュトゥットガルト(西ドイツ)   | 400m    | 5位       | 51秒15    |
| 1986 | ヨーロッパ陸上競技選手権大会 | シュトゥットガルト(西ドイツ)   | 4×400mR | 2位       | 3分22秒80 |
| 1987 | 世界陸上競技選手権大会       | ローマ(イタリア)               | 400m    | 4位（sf） | 51秒23    |
| 1987 | 世界陸上競技選手権大会       | ローマ(イタリア)               | 4×100mR | 5位       | 43秒20    |
| 1987 | 世界陸上競技選手権大会       | ローマ(イタリア)               | 4×400mR | 5位       | 3分24秒94 |
| 1988 | オリンピック                 | ソウル（韓国）                 | 400m    | 6位（sf） | 50秒28    |
| 1988 | オリンピック                 | ソウル（韓国）                 | 4×100mR | 4位       | 42秒76    |
| 1988 | オリンピック                 | ソウル（韓国）                 | 4×400mR | 4位       | 3分22秒49 |

- sfは準決勝、qfは二次予選、qは予選